# Pleuronota aenea
Pleuronota aenea är en skalbaggsart som beskrevs av Raffaello Gestro 1879. Pleuronota aenea ingår i släktet Pleuronota och familjen Cetoniidae. Inga underarter finns listade i Catalogue of Life.